# Thomisops senegalensis
Thomisops senegalensis là một loài nhện trong họ Thomisidae.
Loài này thuộc chi Thomisops. Thomisops senegalensis được miêu tả năm 1942 bởi Millot.